# Велоспорт на летних Олимпийских играх 2008 — спринт (мужчины)
Соревнования в спринте по велоспорту среди мужчин на летних Олимпийских играх 2008 прошли с 17 по 19 августа. Приняли участие 21 спортсмен из 15 стран.

## Призёры
| Золото                  | Серебро                      | Бронза                 |
| Крис Хой Великобритания | Джейсон Кенни Великобритания | Микаэль Бурген Франция |

## Рекорды
| Мировой рекорд     | Тео Бос (NED)      | 9,772 с  | Москва, Россия | 16 декабря 2006 |
| Олимпийский рекорд | Гэри Нейуэнд (AUS) | 10,129 с | Атланта, США   | 24 июля 1996    |

## Соревнование

### Квалификация
| Место | Спортсмен                    | Результат  |
| ----- | ---------------------------- | ---------- |
| 1     | Крис Хой (GBR)               | 9,815 с OR |
| 2     | Джейсон Кенни (GBR)          | 9,857 с    |
| 3     | Штефан Нимке (GER)           | 10,064 с   |
| 4     | Кевин Сиро (FRA)             | 10,098 с   |
| 5     | Микаэль Бурген (FRA)         | 10,123 с   |
| 6     | Максимилиан Леви (GER)       | 10,199 с   |
| 7     | Мохд Азизулхасни Аванг (MAS) | 10,272 с   |
| 8     | Роберто Кьяппа (ITA)         | 10,314 с   |
| 9     | Тео Бос (NED)                | 10,318 с   |
| 10    | Марк Френч (AUS)             | 10,337 с   |
| 11    | Кадзунари Ватанабэ (JPN)     | 10,346 с   |
| 12    | Райан Бэйли (AUS)            | 10,362 с   |
| 13    | Тён Мулдер (NED)             | 10,373 с   |
| 14    | Цубаса Китацуру (JPN)        | 10,391 с   |
| 15    | Майкл Блэтчфорд (USA)        | 10,470 с   |
| 16    | Чжан Лэй (CHN)               | 10,497 с   |
| 17    | Лукаш Квятковски (POL)       | 10,504 с   |
| 18    | Денис Дмитриев (RUS)         | 10,565 с   |
| 19    | Адам Птачник (CZE)           | 10,569 с   |
| 20    | Василеиос Реппас (GRE)       | 10,966 с   |
| 21    | Даниэль Новиков (EST)        | 11,187 с   |

### 1/16 финала
| Место | Спортсмен            | Результат |
| ----- | -------------------- | --------- |
| 1     | Крис Хой (GBR)       | 10,607 с  |
| 2     | Денис Дмитриев (RUS) |           |

| Место | Спортсмен              | Результат |
| ----- | ---------------------- | --------- |
| 1     | Джейсон Кенни (GBR)    | 10,672 с  |
| 2     | Лукаш Квятковски (POL) |           |

| Место | Спортсмен          | Результат |
| ----- | ------------------ | --------- |
| 1     | Штефан Нимке (GER) | 10,828 с  |
| 2     | Чжан Лэй (CHN)     |           |

| Место | Спортсмен             | Результат |
| ----- | --------------------- | --------- |
| 1     | Кевин Сиро (FRA)      | 10,742 с  |
| 2     | Майкл Блэтчфорд (USA) |           |

| Место | Спортсмен             | Результат |
| ----- | --------------------- | --------- |
| 1     | Микаэль Бурген (FRA)  | 10,562 с  |
| 2     | Цубаса Китацуру (JPN) |           |

| Место | Спортсмен              | Результат |
| ----- | ---------------------- | --------- |
| 1     | Максимилиан Леви (GER) | 10,840 с  |
| 2     | Тён Мулдер (NED)       |           |

| Место | Спортсмен                    | Результат |
| ----- | ---------------------------- | --------- |
| 1     | Райан Бэйли (AUS)            | 10,762 с  |
| 2     | Мохд Азизулхасни Аванг (MAS) |           |

| Место | Спортсмен               | Результат |
| ----- | ----------------------- | --------- |
| 1     | Роберто Кьяппа (ITA)    | 10,786 с  |
| 2     | Казунари Ватанабэ (JPN) |           |

| Место | Спортсмен        | Результат |
| ----- | ---------------- | --------- |
| 1     | Тео Бос (NED)    | 10,959 с  |
| 2     | Марк Френч (AUS) |           |

### Дополнительный раунд 1/16 финала
| Место | Спортсмен            | Результат |
| ----- | -------------------- | --------- |
| 1     | Тён Мулдер (NED)     | 10,889 с  |
| 2     | Марк Френч (AUS)     |           |
| 3     | Денис Дмитриев (RUS) |           |

| Место | Спортсмен                    | Результат |
| ----- | ---------------------------- | --------- |
| 1     | Мохд Азизулхасни Аванг (MAS) | 10,959 с  |
| 2     | Цубаса Китацуру (JPN)        |           |
| 3     | Лукаш Квятковски (POL)       |           |

| Место | Спортсмен               | Результат |
| ----- | ----------------------- | --------- |
| 1     | Казунари Ватанабэ (JPN) | 10,965 с  |
| 2     | Майкл Блэтчфорд (USA)   |           |
| 3     | Чжан Лэй (CHN)          |           |

### 1/8 финала
| Место | Спортсмен               | Результат |
| ----- | ----------------------- | --------- |
| 1     | Крис Хой (GBR)          | 10,636 с  |
| 2     | Казунари Ватанабэ (JPN) |           |

| Место | Спортсмен                    | Результат |
| ----- | ---------------------------- | --------- |
| 1     | Джейсон Кенни (GBR)          | 10,531 с  |
| 2     | Мохд Азизулхасни Аванг (MAS) |           |

| Место | Спортсмен          | Результат |
| ----- | ------------------ | --------- |
| 1     | Тён Мулдер (NED)   | 10,888 с  |
| 2     | Штефан Нимке (GER) |           |

| Место | Спортсмен        | Результат |
| ----- | ---------------- | --------- |
| 1     | Тео Бос (NED)    | 10,777 с  |
| 2     | Кевин Сиро (FRA) |           |

| Место | Спортсмен            | Результат |
| ----- | -------------------- | --------- |
| 1     | Микаэль Бурген (FRA) | 10,734 с  |
| 2     | Роберто Кьяппа (ITA) |           |

| Место | Спортсмен              | Результат |
| ----- | ---------------------- | --------- |
| 1     | Максимилиан Леви (GER) | 10,763 с  |
| 2     | Райан Бэйли (AUS)      |           |

### Дополнительный раунд 1/8 финала
| Место | Спортсмен               | Результат |
| ----- | ----------------------- | --------- |
| 1     | Кевин Сиро (FRA)        | 10,570 с  |
| 2     | Казунари Ватанабэ (JPN) |           |
| 3     | Райан Бэйли (AUS)       |           |

| Место | Спортсмен                    | Результат |
| ----- | ---------------------------- | --------- |
| 1     | Мохд Азизулхасни Аванг (MAS) | 11,010 с  |
| 2     | Штефан Нимке (GER)           |           |
| 3     | Роберто Кьяппа (ITA)         |           |

### Четвертьфинал
| Место | Спортсмен                    | Результат 1 гонки | Результат 2 гонки |
| ----- | ---------------------------- | ----------------- | ----------------- |
| 1     | Крис Хой (GBR)               | 10,820 с          | 10,302 с          |
| 2     | Мохд Азизулхасни Аванг (MAS) |                   |                   |

| Место | Спортсмен           | Результат 1 гонки | Результат 2 гонки |
| ----- | ------------------- | ----------------- | ----------------- |
| 1     | Джейсон Кенни (GBR) | 10,546 с          | 10,595 с          |
| 2     | Кевин Сиро (FRA)    |                   |                   |

| Место | Спортсмен              | Результат 1 гонки | Результат 2 гонки |
| ----- | ---------------------- | ----------------- | ----------------- |
| 1     | Максимилиан Леви (GER) | 10,689 с          | 10,660 с          |
| 2     | Тён Мулдер (NED)       |                   |                   |

| Место | Спортсмен            | Результат 1 гонки | Результат 2 гонки |
| ----- | -------------------- | ----------------- | ----------------- |
| 1     | Микаэль Бурген (FRA) | 10,524 с          | 10,463 с          |
| 2     | Тео Бос (NED)        |                   |                   |

### Полуфинал
| Место | Спортсмен            | Результат 1 гонки | Результат 2 гонки |
| ----- | -------------------- | ----------------- | ----------------- |
| 1     | Крис Хой (GBR)       | 10,260 с          | 10,358 с          |
| 2     | Микаэль Бурген (FRA) |                   |                   |

| Место | Спортсмен              | Результат 1 гонки | Результат 2 гонки |
| ----- | ---------------------- | ----------------- | ----------------- |
| 1     | Джейсон Кенни (GBR)    | 10,546 с          | 10,595 с          |
| 2     | Максимилиан Леви (GER) |                   |                   |

### Гонка за девятое место
| Место | Спортсмен               | Результат |
| ----- | ----------------------- | --------- |
| 1     | Штефан Нимке (GER)      | 11,051 с  |
| 2     | Роберто Кьяппа (ITA)    |           |
| 3     | Райан Бэйли (AUS)       |           |
| 4     | Казунари Ватанабэ (JPN) |           |

### Гонка за пятое место
| Место | Спортсмен                    | Результат |
| ----- | ---------------------------- | --------- |
| 1     | Кевин Сиро (FRA)             | 10,719 с  |
| 2     | Тён Мулдер (NED)             |           |
| 3     | Тео Бос (NED)                |           |
| 4     | Мохд Азизулхасни Аванг (MAS) |           |

### Гонка за третье место
| Место | Спортсмен              | Результат 1 гонки | Результат 2 гонки | Результат 3 гонки |
| ----- | ---------------------- | ----------------- | ----------------- | ----------------- |
| 1     | Микаэль Бурген (FRA)   | 11,047 с          |                   | 10,560 с          |
| 2     | Максимилиан Леви (GER) |                   | 10,666 с          |                   |

### Финал
| Место | Спортсмен           | Результат 1 гонки | Результат 2 гонки |
| ----- | ------------------- | ----------------- | ----------------- |
| 1     | Крис Хой (GBR)      | 10,228 с          | 10,216 с          |
| 2     | Джейсон Кенни (GBR) |                   |                   |